# Neognomidolon
Neognomidolon är ett släkte av skalbaggar. Neognomidolon ingår i familjen långhorningar.
Kladogram enligt Catalogue of Life:
| Neognomidolon | \| \| Neognomidolon pereirai \| \| \| \| \| \| Neognomidolon poecilum \| \| \| \| |
|               | \| \| Neognomidolon pereirai \| \| \| \| \| \| Neognomidolon poecilum \| \| \| \| |
|               | Neognomidolon pereirai                                                            |
|               |                                                                                   |
|               | Neognomidolon poecilum                                                            |
|               |                                                                                   |